# Phyllonorycter trifasciella
Phyllonorycter trifasciella är en fjärilsart som först beskrevs av Adrian Hardy Haworth 1828.  Phyllonorycter trifasciella ingår i släktet guldmalar, och familjen styltmalar.
Artens utbredningsområde är:
- Österrike.
- Belgien.
- Luxemburg.
- Danmark.
- Frankrike.
- Tyskland.
- Grekland.
- Irland.
- Italien.
- Nederländerna.
- Norge.
- Polen.
- Portugal.
- Spanien.
- Sverige.
- Schweiz.
- Turkiet.

Inga underarter finns listade i Catalogue of Life.

## Bildgalleri

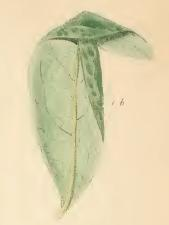
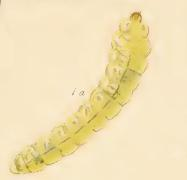